# Villa Brackelsberg

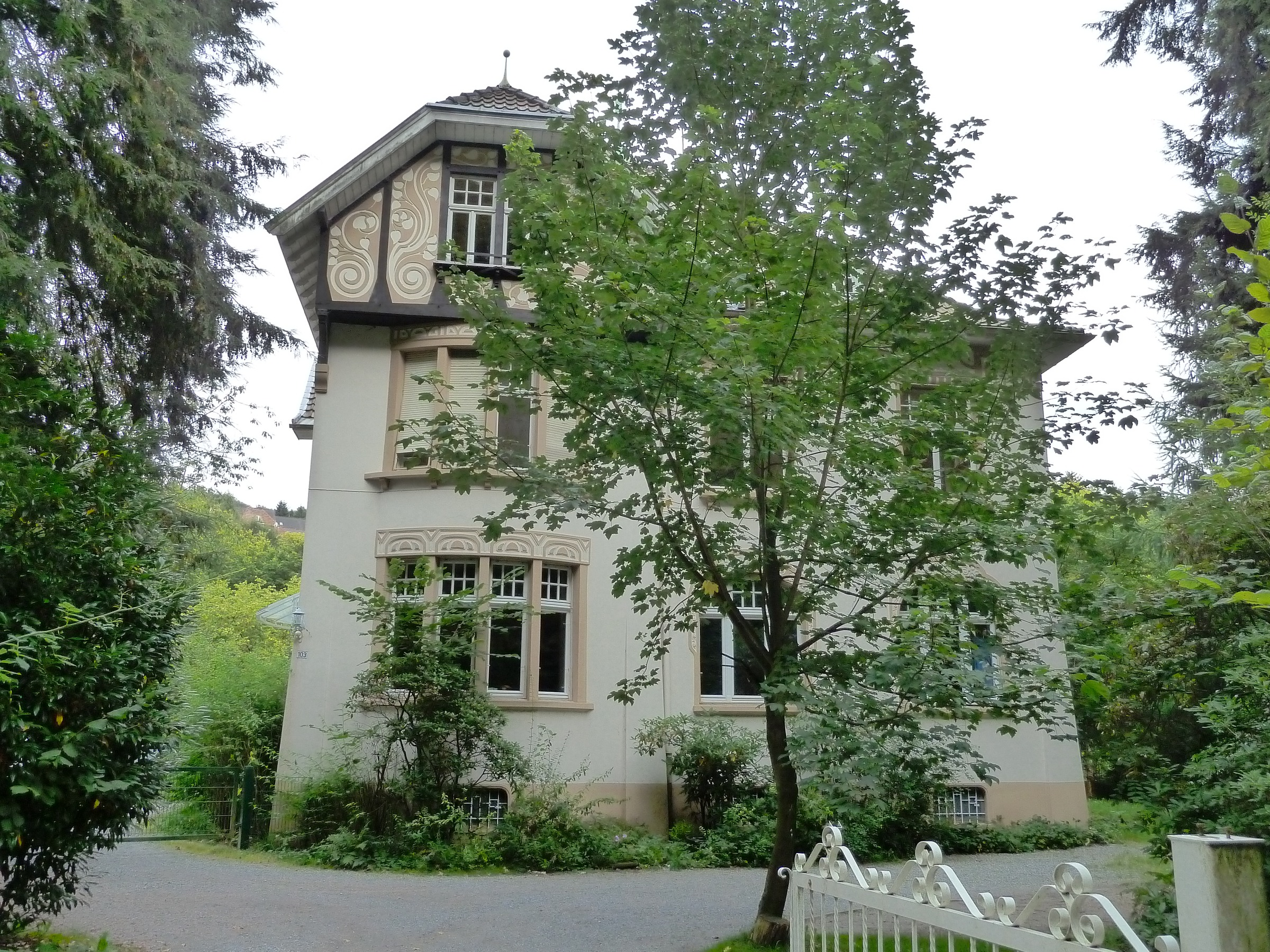
Die Villa

Die Fabrikantenvilla Heilenbecker Straße 103 ist eine denkmalgeschützte, 1907 im Jugendstil errichtete Villa im Ennepetaler Ortsteil Milspe.

## Beschreibung
Geplant wurde die zweigeschossige Villa von dem Architekten F. Hüsgen im Auftrag des Fabrikanten R. Brackelsberg, dessen Fabrik sich südlich des Anwesens befindet. Florale und ornamentale Stuckgliederungen umfassen das gesamte Gebäude, das ein spitzes ziegelgedecktes Walmdach mit runden Ausluchten und asymmetrisch angeordnete Krüppelwalmziergiebel besitzt. Die Giebeldreiecke, das Dachgesims und die Rundbogenfenster weisen deutliche Jugendstil-Dekorelemente auf und sind farblich akzentuiert. Die Holzfenster sind mit Sprossenteilung oberhalb der Kämpfer und in den zierlichen Dachgauben erhalten.
Die Villa steht auf einem parkartigen Gartengrundstück nahe dem Bach Heilenbecke mit einer Kieszufahrt, die von zwei ornamentierten Pfeilern flankiert ist. In der nordwestlichen Ecke des Grundstücks steht zwischen der Heilenbecke und der Landesstraße L700 ein ebenfalls im Jugendstil gehaltener Gartenpavillon.

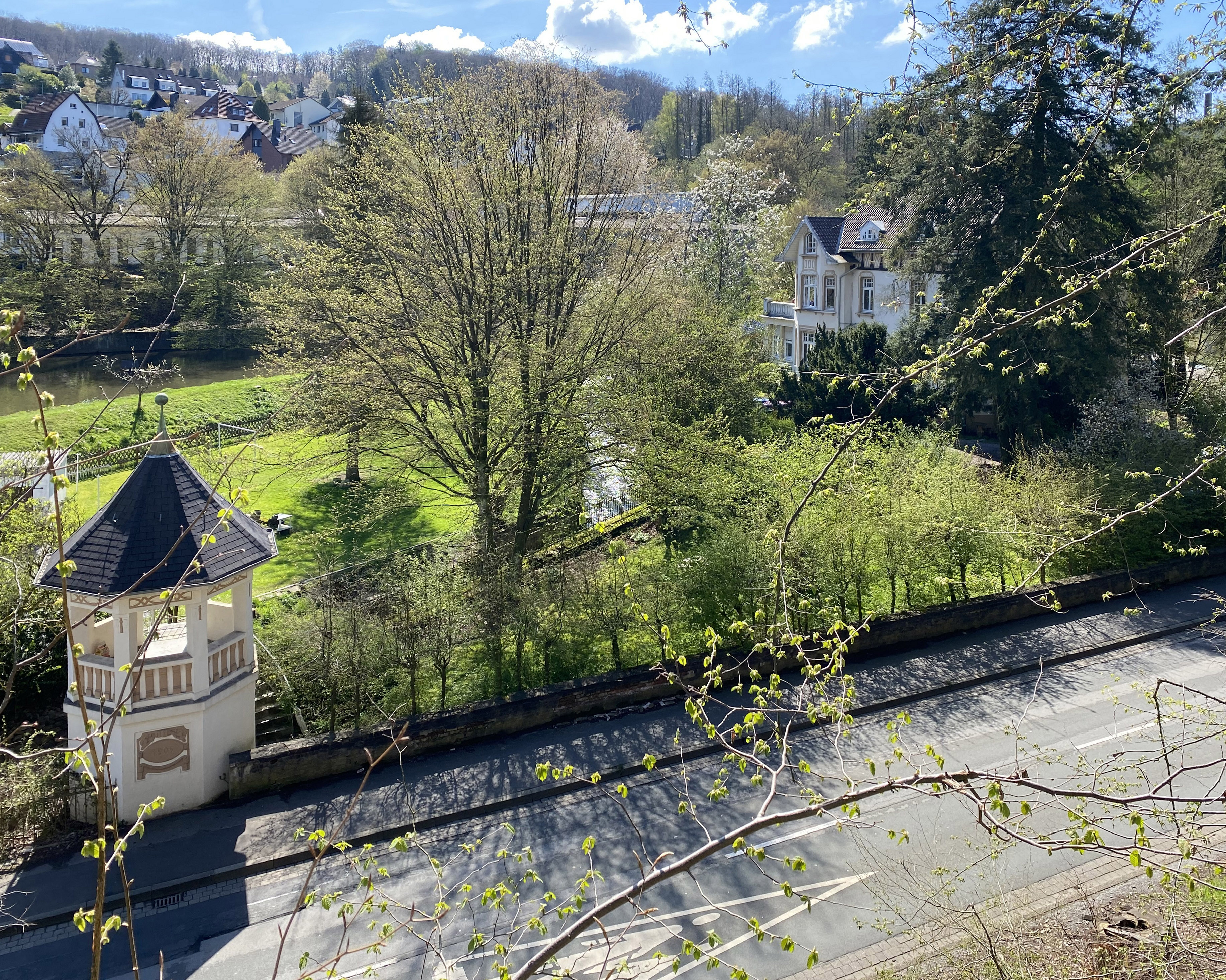
Das Anwesen Villa Brackelsberg
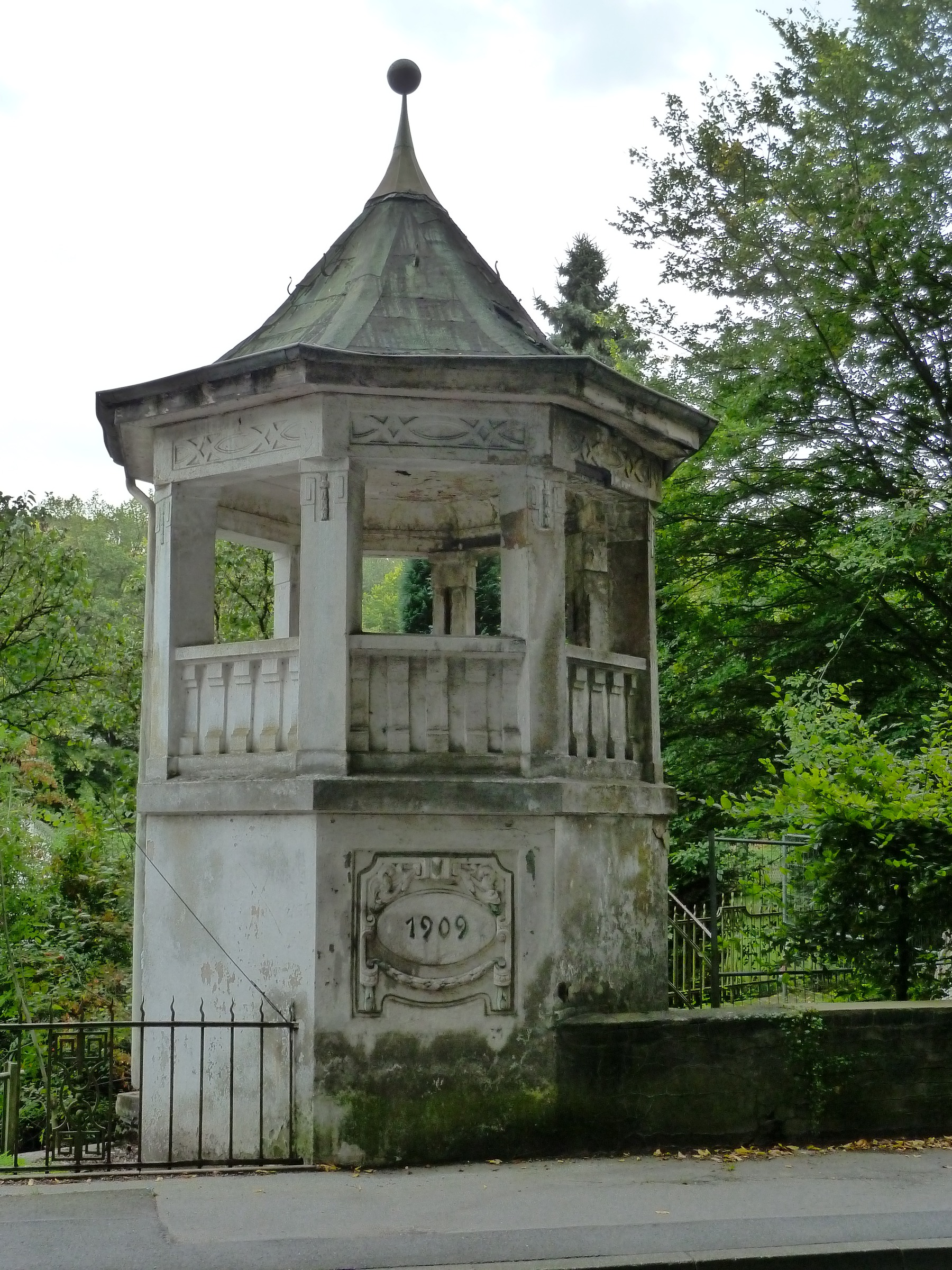
Der Gartenpavillon

Siehe auch:
- Maschinenhaus der Firma Brackelsberg
- Fabrikgebäude der Firma Brackelsberg